# Nova Viçosa
Nova Viçosa es un municipio brasileño situado en el estado de Bahía, en el extremo sur del estado, a 814,2 km de la capital Salvador de Bahía. La población de la Nova-viçosense fue estimada en cerca de 43.648 mil personas en 2016, el 5.° más grande de la región de Porto Seguro.

## Áreas protegidas
La reserva Cassurubá, una zona de conservación de unos 100.000 Hectáreas, forma parte del municipio y protege un área de manglares, ríos y mar donde se cosechan moluscos.